# Xylophis perroteti
Xylophis perroteti е вид змия от семейство Смокообразни (Colubridae).

## Разпространение
Видът е разпространен в Индия (Керала и Тамил Наду).